# Округ Јунион (Џорџија)
Округ Јунион (енгл. Union County) је округ у америчкој савезној држави Џорџија.

## Демографија
По попису из 2010. године број становника је 21.356, што је 4.067 (23,5%) становника више него 2000. године.
| Група             | 2000.          | 2010.          |
| Белци             | 16.837 (97,4%) | 20.345 (95,3%) |
| Афроамериканци    | 100 (0,6%)     | 99 (0,5%)      |
| Азијати           | 40 (0,2%)      | 75 (0,4%)      |
| Хиспаноамериканци | 153 (0,9%)     | 519 (2,4%)     |
| Укупно            | 17.289         | 21.356         |